# Герман Пауль
Герман Пауль (нім. Hermann Otto Theodor Paul; 7 серпня 1846 р, Зальбке, нині частина Магдебурга, провінція Бранденбург, Королівство Пруссія — 29 грудня 1921, Мюнхен) — німецький мовознавець, професор, ідеолог школи молодограматиків, один з видатних мовознавців XIX ст. Праці з історії німецької та інших германських мов та з методології історичного вивчення мови.
Видатний фахівець з історії німецької мови. Серед його праць: Дослідження у сфері німецького вокалізму (Untersuchungen über den germanischen vokalismus, 1879); вступні розділи «Основ німецької філології» (Grundriss der germanischen philologie, 1896); Словник німецької мови (Deutsches Wörterbuch, 1896); п'ятитомна граматика німецької мови (Deutsche Grammatik, 1916—1920).

## Основні публікації
- Gab es eine mittelhochdeutsche Schriftsprache? Halle, 1873.
- Zur Geschichte des germanischen Vocalismus. Halle, 1879.
- Principien der Sprachgeschichte., 1880 (10 видання: Tübingen, Niemeyer, 2002 — ISBN 3-484-22005-8)
- Deutsches Wörterbuch: Bedeutungsgeschichte und Aufbau unseres Wortschatzes. Halle, 1897 (10 видання: Tübingen, Niemeyer, 2002 — ISBN 3-484-73057-9)
- Deutsche Grammatik. Bd. 1-5. Halle, 1916—1920.
- Über Aufgabe und Methode der Geschichtswissenschaften. Berlin und Leipzig, 1920.